# Erica umbellata var. major
Erica umbellata subsp. major é uma variedade de planta com flor pertencente à família Ericaceae. 
A autoridade científica da variedade é Coss., tendo sido publicada em Willk. & Lange, Prodr. Fl. Hispan. 2: 347 (1868).

## Portugal
Trata-se de uma variedade presente no território português, nomeadamente em Portugal Continental.
Em termos de naturalidade é nativa da região atrás indicada.

## Protecção
Não se encontra protegida por legislação portuguesa ou da Comunidade Europeia.